# 保罗·尼赞
保罗·尼赞（法語：Paul-Yves Nizan，1905年2月7日—1940年5月23日）法国哲学家、小说家、记者、政治活动家，他是让-保罗·萨特的同学、朋友，曾加入法国共产党。1940年，他在抵抗纳粹德国入侵的战斗阵亡。他以其批判性思维和对社会问题的关注而闻名，对法国左翼思潮产生了重要影响。